# Cydistus reitteri
Cydistus reitteri är en skalbaggsart som beskrevs av Bourgeois 1885. Cydistus reitteri ingår i släktet Cydistus och familjen Rhagophthalmidae. Inga underarter finns listade i Catalogue of Life.